# Лози (Любуське воєводство)
Лози (пол. Łozy, нім. Loos) — село в Польщі, у гміні Жагань Жаґанського повіту Любуського воєводства.
Населення — 277 осіб (2011).
У 1975-1998 роках село належало до Зеленогурського воєводства.

## Демографія
Демографічна структура станом на 31 березня 2011 року:
|          | Загалом | Допрацездатний вік | Працездатний вік | Постпрацездатний вік |
| -------- | ------- | ------------------ | ---------------- | -------------------- |
| Чоловіки | 148     | 35                 | 103              | 10                   |
| Жінки    | 129     | 25                 | 72               | 32                   |
| Разом    | 277     | 60                 | 175              | 42                   |